# Matvéi Blánter
Matvéi Isaákovich Blánter (Ruso: Матве́й Исаа́кович Бла́нтер; 28 de enerojul./ 10 de febrerogreg. de 1903 - 27 de septiembre de 1990) fue uno de los más prominentes compositores de canciones populares y música para películas de la Unión Soviética. Además de muchas otras obras, escribió la música de la internacionalmente famosa "Katyusha" (1938), interpretada actualmente en todo el mundo. Estuvo en actividad hasta 1975, escribiendo más de 2000 canciones.

## Infancia y educación

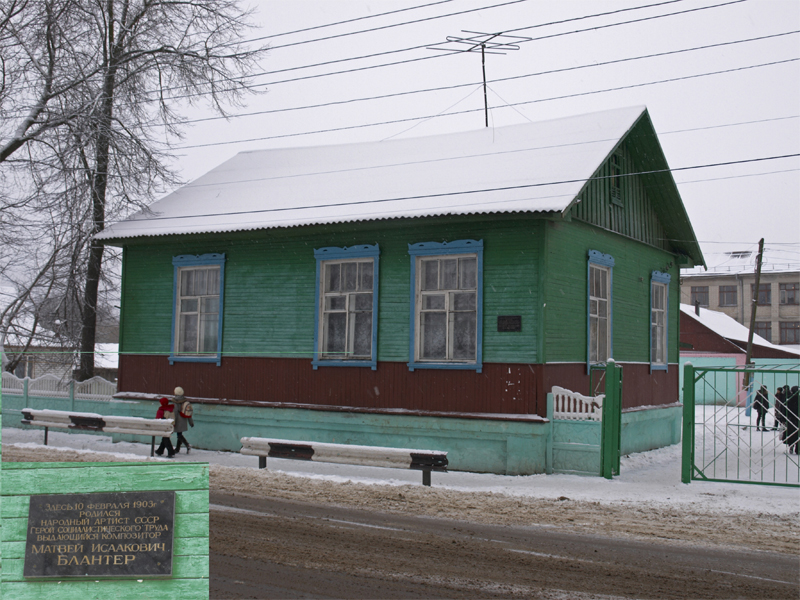
Casa natal de Matvey Blanter

Blanter, hijo de un artesano judío, nació en el pueblo de Pochep, en aquel entonces Gobernación de Chernígov del Imperio ruso.
Estudió piano y violín en Kursk en la Escuela de Altos Estudios Musicales. En 1917-1919, Continuó su formación en Moscú, estudiando violín y composición.

## Carrera
Las primeras canciones de Blanter fueron compuestas hacia 1920. En aquel tiempo, escribía música de jazz y danzas ligeras, incluyendo "John Gray" (1923), un foxtrot que se convirtió en un gran éxito. En 1930, la cultura soviética se radicalizó en lo ideológico y Blanter comenzó a escribir canciones de propaganda. Emergía así uno de los creadores de la "canción de masas soviética".
Algunas de las canciones de Blanter de los años 30 (1930) fueron las canciones interpretadas por el coro del Ejército Rojo que inmortalizaron a los héroes bolcheviques de la guerra civil rusa. La más famosa entre estas es "La Canción de Shchors" (1935), que cuenta la historia del comandante ucraniano del Ejército Rojo Nikolái Shchors, y "Partisano Zheleznyak" (1936), el cual combina los ritmos enérgicos de una marcha militar con elementos de una balada triste cuando describe la muerte heroica en la batalla del Comandante Zheleznyak (la canción abre y cierra con una estrofa sobre el entierro de Zheleznyak en un túmulo solitario en las estepas).
Otra notable canción de Blanter de aquel periodo es "Juventud" (1937), una alegre marcha que afirma que "ahora mismo, todo el mundo es joven en nuestro joven y hermoso país "; "Stalin es nuestra gloria en la batalla" (1937), un himno a Stalin ampliamente interpretado; y "La Marcha del Fútbol" (1938), música qué es todavía interpretada en el inicio de cada partido de fútbol en Rusia.
En 1938, Blanter comenzó su larga y duradera colaboración con el poeta Mijaíl Isakovski. Su primera canción conjunta, indudablemente el más famoso de los trabajos de Blanter, fue la mundialmente renombrada canción "Katyusha". En ella, Blanter combinó elementos del heroísmo y optimismo de la canción de batalla y de la canción campesina que representa una joven mujer que le canta a su amante ausente. Estando en lo alto de un acantilado ribereño , una muchacha , Katyusha, canta a su amado (comparándolo a "un águila gris de las estepas"), quién esta lejos fuera sirviendo en la frontera soviética. El tema de la canción es que el soldado protegerá la madre patria y a sus personas mientras su chica preservará su amor. Mientras la canción es alegre y llena de la imaginería de una fértil, floreciente tierra, también transporta el sentido que la madre tierra esta bajo amenaza. "Katyusha" ganó su fama durante la Segunda Guerra Mundial como fuente de inspiración para defender la propia tierra del enemigo.
Blanter escribió otras varias canciones de guerra altamente populares. Su canción de 1945, "El enemigo quemó su casa", sobre un soldado que regresa del frente para encontrar a toda su familia muerta, se convirtió en polémica cuando las autoridades la consideraron demasiado pesimista y prohibieron su interpretación; se ejecutó por primera vez en 1961.
Canciones de la posguerra de Blanter incluyen "Las aves migratorias están volando" (1949), una canción patriótica soviética en la que el narrador observa las aves que vuelan lejos y afirma que él no puede pensar en un mejor lugar para estar que la Madre Patria, y "Muchacha cosaca de ojos negros "(en ruso: Черноглазая казачка), escrito especialmente para el bajo-barítono Leonid Mikhailovich Kharitonov.

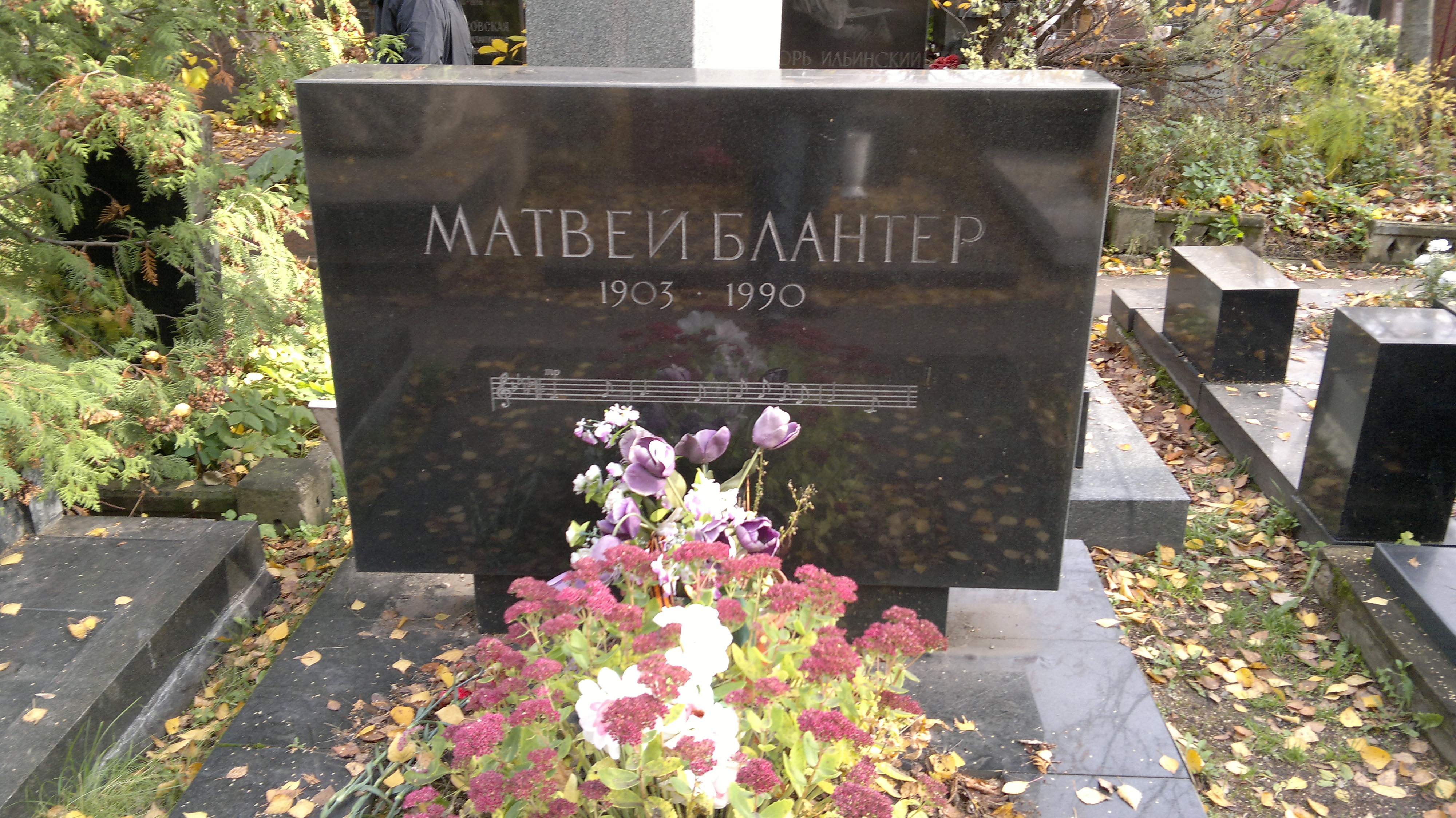
Tumba de Blanter en el Cementerio Novodevichy

En 1983, Blanter se convirtió en miembro del Comité Antisionista de Organizaciones Sociales de la URSS (AZCSP), una organización creada por la Unión Soviética como herramienta contra la alegada agresión israelí contra sus vecinos árabes.
Blanter murió en Moscú en 1990 y fue enterrado en el Cementerio Novodévichi. 

## Premios y honores
- Premio Estatal de la Unión Soviética (1946) (por la canción "Bajo las Estrellas de los Balcanes", "En cierto modo, un camino lejano", "Mi amada", "En la primera línea del bosque")
- Artista de honor de la RSFSR (1947)
- Artista del pueblo de la URSS (1965)
- Orden de la Insignia de Honor (1967)
- Artista del pueblo de la RSFSR (1975)
- Héroe del Trabajo (1983)